# Heinrich Triepel
Heinrich Triepel (Lipsia, 12 febbraio 1868 – Obergrainau, 23 novembre 1946) è stato un giurista e filosofo del diritto tedesco.

## Biografia
Heinrich Triepel nacque a Lipsia il 12 febbraio 1868, figlio di Gustav Adolf Triepel, commerciante e socio di un'attività di esportazione a Parigi, e di sua moglie svizzera Mathilde Marie Henriette, nata Kurz. Suo fratello era il futuro anatomista Hermann Triepel. Nel 1894 sposò Maria Sophia Ebers, figlia dell'egittologo e scrittore Georg Ebers. Triepel frequentò la scuola privata di Teichmann e si diplomò al ginnasio San Tommaso di Lipsia nel 1886.
Fu docente di diritto pubblico e internazionale presso l'Università di Lipsia (1899-1900), come professore straordinario, e come professore ordinario presso l'Università di Tubinga (1900-09), l'Università di Kiel (1909-13), l'Università di Berlino (dal 1913), in cui ricoprì anche il ruolo di Rettore, a partire dal 1926.
Heinrich Triepel partecipò attivamente alle discussioni in preparazione sulla Costituzione di Weimar.

## Pensiero
Heinrich Triepel si oppose criticamente il positivismo giuridico e della giurisprudenza concettuale (Begriffsjurisprudenz), che all'epoca era la concezione giuridica dominante nel mondo di lingua tedesca.
È considerato il fondatore della cosiddetta dottrina dualistica nel diritto internazionale.
Fu membro del Partito Conservatore Liberale.

## Opere
- Das Interregnum, 1892.
- Die neuesten Fortschritte auf dem Gebiete des Kriegsrechts, 1894.
- Völkerrecht und Landesrecht, 1899.
- Unitarismus und Föderalismus im Deutschen Reiche, 1907.
- Die Zukunft des Völkerrechts, 1916.
- Die Reichsaufsicht, 1917.
- Die Freiheit der Meere und der künftige Friedensschluß, 1917.
- Virtuelle Staatsangehörigkeit, 1921.
- Streitigkeiten zwischen Reich und Ländern, 1923.
- Völkerrecht, circa 1924.
- Les rapports entre le droit interne et le droit international, 1925.
- Der Föderalismus und die Revision der Weimarer Reichsverfassung, circa 1925.
- Staatsrecht und Politik, 1926.
- Die Staatsverfassung und die politischen Parteien, 1928.
- Wesen und Entwicklung der Staatsgerichtsbarkeit, 1929.
- Die Staatsverfassung und die politischen Parteien, 1930.
- Internationale Wasserläufe, 1931.
- Die Hegemonie – Ein Buch von führenden Staaten, 1938.